# Ulisbach
Ulisbach, auch Uelisbach, schweizerdeutsch Uelisbach, ist eine Ortschaft in der politischen Gemeinde Wattwil im Toggenburg im Kanton St. Gallen in der Schweiz.
Ulisbach bezeichnet zudem einen Bach, der unterhalb des Dorfes Hemberg entspringt, durch die Ortschaft Ulisbach fliesst und in die Thur mündet.

## Geografie
Ulisbach liegt am rechten Hangfuss des Thurtals zwischen Wattwil und Ebnat-Kappel an der Hauptstrasse Wil–Wildhaus–Buchs. Im Hintergrund von Ulisbach, das vom gleichnamigen Bach durchflossen wird, steigt der teilweise bewaldete Talhang mit den Siedlungen Schmidberg und Revier an. Durch die breite Talsohle schlängelt sich die Thur, entlang der Talachse führt das Gleis der Toggenburgerbahn.

## Geschichte

Ulisbach in einer Aufnahme von Walter Mittelholzer zwischen 1918 und 1937

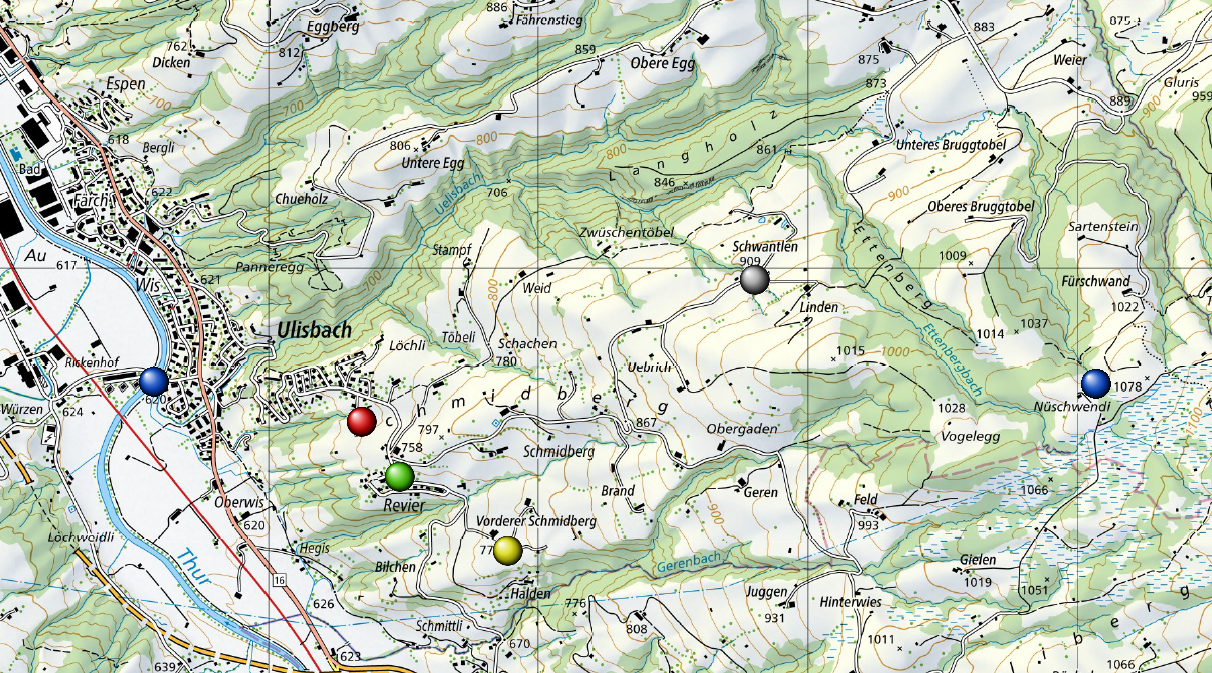
Ulisbach mit dem Schulhaus Schmidberg (rot) und den Siedlungen Revier (grün), Vorderer Schmidberg (gelb) und Schwantlen (grau)
blau: Quelle und Mündung des Ulisbach

Im 8. Jahrhundert wanderten wahrscheinlich die Alemannen ein und besiedelten die Gegend. Zu Ulisbach wurden keine geschichtlichen Quellen gefunden, es wird von einer engen Verbindung mit der Wattwiler Geschichte ausgegangen.
1495 wurde der Ort als Allaspach und Ollaspach erstmals urkundlich erwähnt. Alla oder Olla  dürfte die Kurzform eines germanischen Personennamens sein, der sich lautlich so stark veränderte, dass er zu Ueli umgedeutet wurde. Das Grundwort ist zweifellos das mittelhochdeutsche Wort bach. Gerichtlich gehörte Ulisbach zu Wattwil, das bereits 1468 durch den Verkauf der Grafschaft Toggenburg zur Fürstabtei St. Gallen gelangte. 1803 kam Ulisbach zur politischen Gemeinde Wattwil im neu geschaffenen Kanton St. Gallen.
1870 wurde die Eisenbahnlinie nach Ebnat eröffnet. Ulisbach wies damals ein ländliches Siedlungsbild ohne Schwerpunkt auf. Um 1900 zählte der Weiler rund 21 Behausungen und 125 Einwohner, welche in die reformierte Kirchgemeinde Wattwil eingepfarrt waren. Sie lebten vorwiegend von Viehzucht, Stickerei und Weberei. In Ulisbach gab es damals eine Käserei, einzelne Einwohner waren in einer Ziegelei und einem Steinbruch beschäftigt.
Seit der Mitte des 20. Jahrhunderts ist Ulisbach in den Sog der Agglomeration Wattwil geraten.

## Infrastruktur

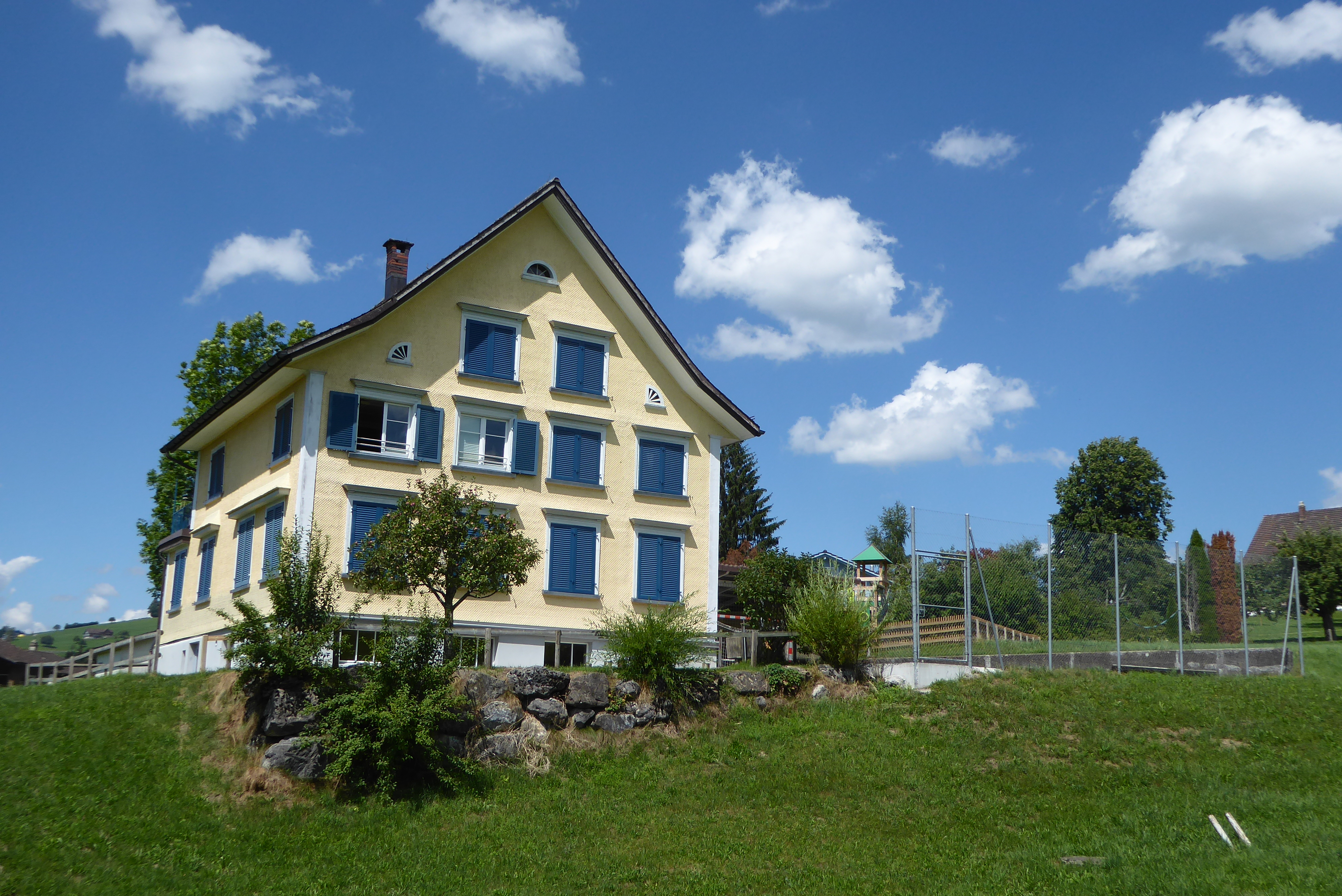
Schulhaus Schmidberg

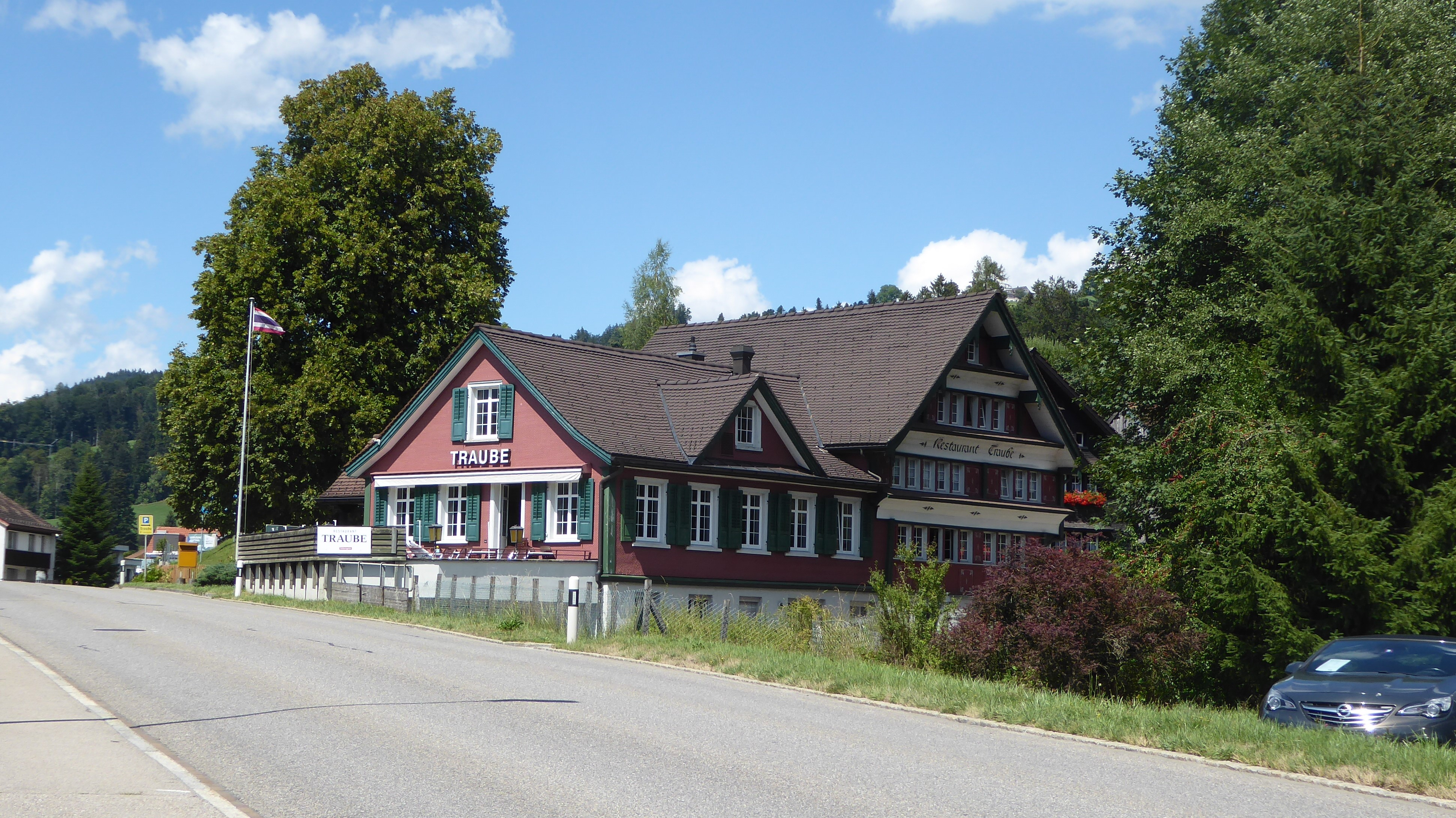
Restaurant Traube

Ein Haltepunkt der Bahn fehlt, die Erschliessung im öffentlichen Verkehr erfolgt durch den Busbetrieb Lichtensteig–Wattwil–Ebnat-Kappel (BLWE). Mit der Eröffnung der zweiten Etappe der Umfahrungsstrasse Wattwil im Herbst 2022 wurde Ulisbach vom Durchgangsverkehr entlastet.
Im Schulhaus Schmidberg werden Kinder vom Kindergarten bis zur 4. Primarklasse unterrichtet. Die Schule wurde 1805 von der evangelischen Schulgenossenschaft Schmidberg gegründet. 1838 wurde das heutige Schulhaus erbaut.
Die Stromversorgung erfolgt seit 1910 durch die Elektrogenossenschaft Ulisbach.

## Bevölkerung und Vereine
Am 1. Juli 2022 zählte Ulisbach 1334 Einwohner. Die häufigsten Familiennamen sind Bösch, Bleiker und Anderegg.
Der Skiclub Ulisbach (SC Ulisbach) betreibt eine Skihütte im Skigebiet Chäserrugg und trainiert eine eigene JO-Gruppe. Zum Jahresprogramm des Einwohnervereins Schmidberg gehören ein Skirennen, eine Alpwanderung und ein Samichlausabend.

## Persönlichkeiten
- Bernhard Greuter (1745–1822), Industrieller, Sozialreformer und Politiker